# Diporiphora pallida
Diporiphora pallida — вид ігуаноподібних ящірок родини агамових (Agamidae). Ендемік Австралії.

## Поширення і екологія
Diporiphora pallida мешкають на плато Мітчелл на північному заході регіону Кімберлі на півночі Західної Австралії. Вони живуть в спінніфексових заростях серед скель.